# Yamaha XSR 700
Yamaha XSR 700 je motocykl firmy Yamaha střední váhy, kategorie naked bike, vyráběný od roku 2016.

## Koncepce
V základním konceptu jej navrhl japonský úpravce motocyklů Shinya Kimura přestavbou motocyklu Yamaha MT-07 a dále byl vyvíjen týmem designérů Yamaha v italské Monze. Motocykl je navržen tak, aby kombinoval klasický design, vycházející z modelu Yamaha XS 650 z roku 1976, a moderní technologie současného modelu Yamaha MT-07. Motor, podvozek a brzdový systém zůstaly s tímto typem shodné. Výrazněji se však změnila geometrie. Vyšší a vzpřímenější posed, stupačky řidiče zhruba v úrovni předního okraje sedla, a širší řídítka přibližují model XSR 700 scramblerům; avšak měkký podvozek a dodávané pneumatiky jej předurčují spíše jen pro silniční využití. Koncepčně srovnatelný je motocykl Ducati Scrambler 800.

## Pohon
Čtyřdobý, kapalinou chlazený osmiventilový řadový dvouválec DOHC s obsahem 689 cm³ má nominální výkon 55 kW, což umožňuje motocyklu dosáhnout maximální rychlosti až 200 km/h. Díky přesazení ojničních čepů o 270° (Crossplane) připomíná charakter motoru spíše V-Twin než klasický řadový motor, což se projevuje i charakteristickým zvukem. Vibrace, způsobené nepravidelným pohybem pístů motoru, jsou sníženy vyvážením hřídele. Převodovka je šestistupňová s trvalým záběrem. Spotřeba činí přibližně 5,1 l/100 km. Vozidla vyrobená v letech 2016 - 2020 vyhovují emisní normě Euro 4, od roku 2021 pak normě Euro 5.

## Šasi
Rám typu Diamond z ocelových trubek je dvoudílný. Zadní díl je, na rozdíl od MT-07, přišroubován a může být vyměněn v rámci individuálních úprav.
Podvozek tvoří klasická teleskopická přední vidlice s úhlem hlavy řízení 25,0° a se zdvihem 130 mm bez možnosti nastavení, a zadní kyvná vidlice s centrálním tlumičem (Monocross) a s nastavitelným předpětím pružiny. Zdvih na zadním kole je rovněž 130 mm. Tlumič je umístěn v blízkosti těžiště vozidla.
Litá hliníková 10-paprsková kola o průměru 17" jsou opatřena bezdušovými pneumatikami Pirelli Phantom o rozměrech 120/70 vpředu a 180/55 vzadu.
Přední brzda sestává ze dvou kotoučů o průměru 282 mm se čtyřpístkovými třmeny, zadní brzda z jednoho kotouče o průměru 245 mm s dvoupístkovým třmenem. Z legislativních důvodů jsou brzdy vybaveny standardním systémem ABS, který však nelze vypnout.

## Další specifika
Řídítka o šířce 760 mm jsou mírně sklopená dozadu a umožňují relativně vzpřímený posed. Jsou vyšší, než je obvyklé u naked biků, ale nižší než u cestovních endur.
Boční kryty palivové nádrže jsou z hliníku, ručně tepané. Přední světlomet je kulatý, velmi výrazný, opatřený halogenovou žárovkou a skleněnou parabolou. Zadní koncové a brzdové světlo, rovněž v retro designu, je však tvořené LED diodami.
Motocykl je vybaven multifunkční palubní deskou. Má podobu klasického kulatého "budíku", je však plně digitální. Obsahuje rychloměr, otáčkoměr, palivoměr, ukazatel zařazené rychlosti a univerzální displej, zobrazující (volitelně): počítadla kilometrů (celkové, 2× denní a nájezd kilometrů na palivovou rezervu), aktuální spotřebu paliva, průměrnou spotřebu paliva, teplotu chladicí kapaliny, okolní teplotu nebo hodiny.
Díky své nízké hmotnosti, malému rozvoru a vyššímu posedu je motocykl velmi snadno ovladatelný v nízkých rychlostech, takže je vhodný do města. Hodí se rovněž pro začínající jezdce.
K motocyklu je výrobcem nabízena kolekce čtyřiceti originálních komponent a doplňků pro individuální úpravy.